# جون ساساکی
جون ساساکی (انگلیسی: Jun Sasaki؛ زادهٔ ۷ ژوئیهٔ ۱۹۶۶) خواننده-ترانه‌پرداز، تهیه‌کننده موسیقی، disc jokey، ریمیکس، عکاس، مدل (شخص) اهل ژاپن است. وی از سال ۱۹۸۷ میلادی تاکنون مشغول فعالیت بوده‌است.